# 白俄羅斯語維基百科
白俄羅斯語維基百科共有两个：一个使用白俄罗斯官方正寫法白俄罗斯语（Narkamaŭka，前缀"be:"），是1933年被蘇聯俄化的拼寫。而另外一个使用於1933年被調整前所採用的傳統正寫法（Taraškievica，前缀"be-tarask:"，曾用"be-x-old:"）。

## 历史
白俄罗斯语维基百科自2004年8月12日开始运行。它的缔造者和第一位管理员是Uladzimir Katkouski（用户名：rydel）。2007年去世前，他在白俄罗斯语维基百科上单独创建了超过1300个条目。
白俄罗斯维基百科条目使用的两个变种正字不一致，导致两种正字使用者之间的冲突。后来有人在维基媒体基金会（原為维基的“孵育场”）上发起一个“干净”官方正字版本的维基百科。然而，申请一个新维基百科的请求于2006年12月被董事会受托人和语言文字工作委员会以技术原因为由而拒绝。之后重新起草的提案于2007年3月被批准。
得到批准的当天晚上，超过6000个用改革前正字编写的条目从"be.wikipedia.org"移动到"be-x-old.wikipedia.org"上。同时“孵育场”上的3,500页内容被移动到"be.wikipedia.org"上。但由于软件出现错误，这一操作并没有顺利完成，第二天早上条目已经消失，用户无法登录。从而一些新闻报道白俄罗斯维基百科的传统正字条目被删除。
包括在“孵育场”的时间，如今的be-wikipedia是从2006年8月开始运行。
2015年9月，白俄罗斯语传统正写法维基百科的域名由be-x-old.wikipedia.org变更为be-tarask.wikipedia.org，语言标签为2007年互联网号码分配局分配。

## 规模
起初白俄罗斯维基百科标准正字版的条目数多于传统正字版，但过了约一年后，标准版增速放缓。到了2008年秋季，传统版开始遥遥领先。之后，标准正字版的条目数再次超过传统正字版。
2008年3月15日，白俄罗斯标准版维基百科达到10,000个条目。
2009年6月17日，白俄罗斯传统版维基百科达到20,000个条目，位居所有语言维基百科的第65位。这个时候白俄罗斯标准版维基百科拥有约16,000个条目，位于第71位。
2010年11月16日，白俄罗斯标准版维基百科达到25,000个条目。
2015年，白俄罗斯标准版维基百科达到100,000个条目。